# Casa al carrer Vall, 25 (Canet de Mar)
La Casa al carrer Vall, 25 és una obra de Canet de Mar (Maresme) protegida com a Bé Cultural d'Interès Local.

## Descripció
Casa de planta baixa i dos pisos. Porta d'accés amb arc de mig punt adovellada. La façana ha estat reformada el segle xviii i té unes obertures realitzades el segle xx.
En la fotografia inclosa en el Catàleg del Patrimoni Arquitectònic i Elements d'Interès Històric Artístic es pot veure que la finestra del segon pis ha estat substituïda per una galeria de 6 finestres sustentades sobre columnes.
Situada al carrer Vall que és un eix important de l'antic nucli de la vila.